# Tournières
Tournières é uma comuna francesa na região administrativa da Normandia, no departamento Calvados. Estende-se por uma área de 3,41 km². Em 2010 a comuna tinha 153 habitantes (densidade: 44,9 hab./km²).